# نیو هارمونی (یوتا)
نیو هارمونی (به انگلیسی: New Harmony) شهری در ایالت یوتا کشور ایالات متحده آمریکا است که جمعیت آن در سرشماری سال ۲۰۱۰ میلادی، ۲۰۷ نفر بوده‌است.